# 透納獎

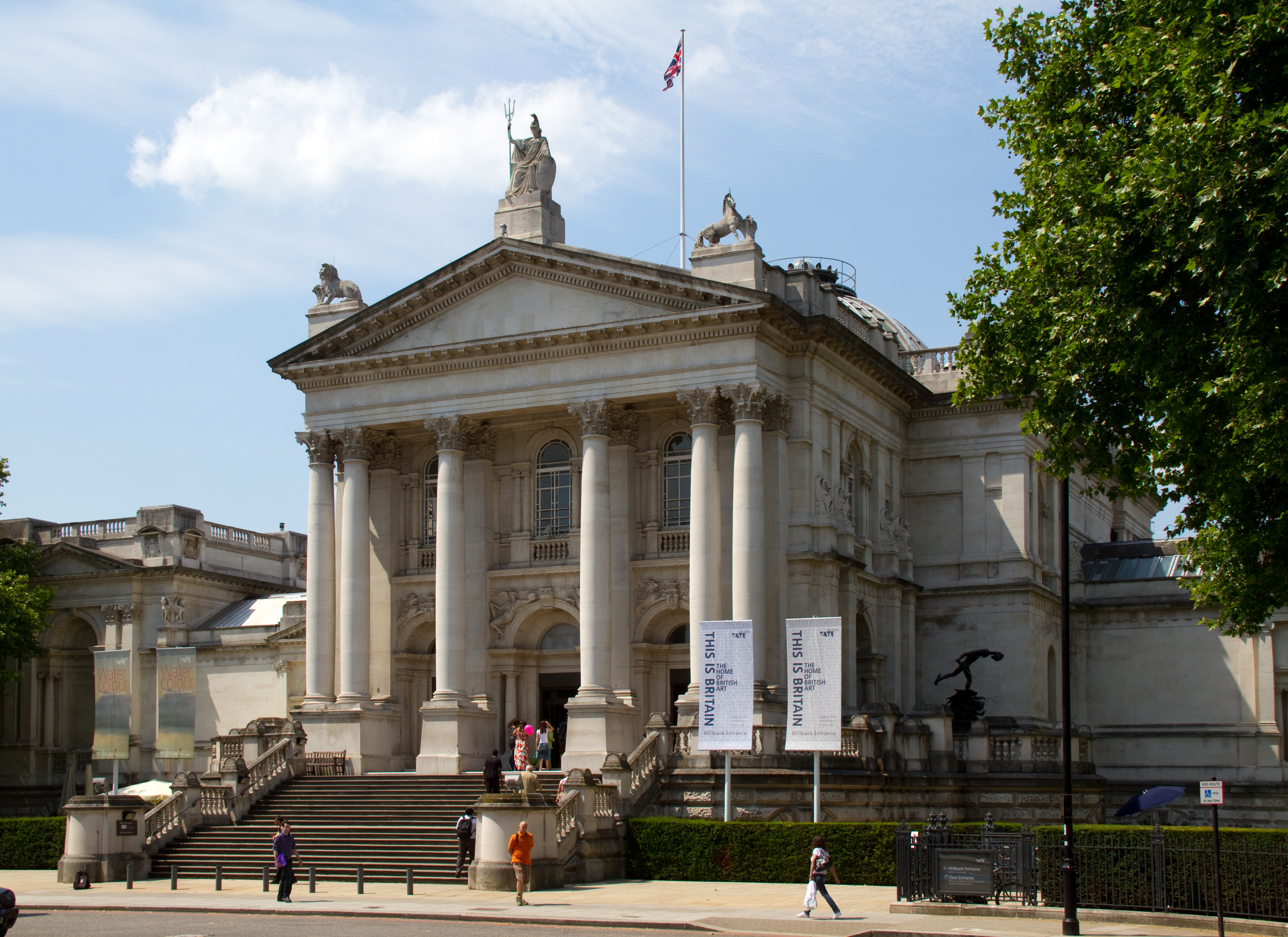
泰特不列颠，透納獎的場地

透納獎，以畫家約瑟夫·瑪羅德·威廉·透納命名，是對英國50歲以下視覺藝術家頌發的一項年度大獎。

## 历史
它在1984年開始，並成為英國最廣為宣傳的藝術獎項。是一項具爭議性的活動，主要是因為它的展品，例如达米恩·赫斯特置放在甲醛中的鯊魚，及翠西·艾敏的凌亂床鋪。透納獎經常引起遊行示威，著名的是K Foundation及反概念藝術者，亦包括堅持不同藝術價值的其它大獎。

## 另見
- 蘿蔔獎（Turnip Prize）- 一個諷刺的藝術獎項